# Acid oxalic
Acid oxalic là một hợp chất hóa học với công thức tổng quát H2C2O4. Nó là một acid dicacboxylic, có công thức triển khai HOOC-COOH. Nó là một acid hữu cơ tương đối mạnh, nó mạnh gấp khoảng 10.000 lần so với acid acetic. Anion của nó là một chất khử. Các dianion của acid oxalic được gọi là oxalat.

## Điều chế
Acid oxalic có thể được điều chế khá dễ dàng trong phòng thí nghiệm bằng cách oxy hóa sucroza bằng acid nitric trong vài trò của chất oxy hóa và một lượng nhỏ vanadi(V)oxit trong vai trò của chất xúc tác. Ở cấp độ lớn hơn, oxalat natri được điều chế bằng cách cho hiđrôxít natri nóng hấp thụ mônôxít cacbon dưới áp suất cao.

## Phản ứng hóa học

### Ái lực với các ion kim loại
Oxalat là một phối thể tuyệt vời cho các ion kim loại, trong đó nó thường liên kết dưới dạng phối thể kiểu "hai răng", tạo thành một vòng 5-thành viên dạng MO2C2. Một phức chất để minh họa là [Fe(C2O4)3]3-. Ái lực của các ion kim loại đôi khi được thể hiện trong xu hướng tạo thành các chất kết tủa. Vì vậy, acid oxalic cũng kết hợp với các kim loại như calci, sắt, natri, magiê và kali trong cơ thể để tạo thành các tinh thể của các muối oxalat tương ứng, chúng là các chất kích thích ruột và thận. Do nó liên kết với các thành phần dinh dưỡng quan trọng như calci, nên việc sử dụng dài hạn các loại lương thực, thực phẩm chứa nhiều acid oxalic có thể dẫn đến sự thiếu hụt chất dinh dưỡng. Những người khỏe mạnh có thể tiêu thụ một cách an toàn các thức ăn như thế ở mức độ vừa phải, nhưng những người có các rối loạn liên quan tới thận, bệnh gút, thấp khớp hay các dạng nào đó của các tổn thương âm hộ mạn tính (vulvodynia) nói chung không nên dùng các loại thức ăn đó.
Ngược lại, việc cung cấp calci cùng với các thức ăn giàu acid oxalic có thể làm cho acid này kết tủa trong ruột và làm giảm mạnh mức độ oxalat được cơ thể hấp thụ (trong một số trường hợp lên tới 97%), 
. Kết tủa của oxalat calci trong thận (được biết đến như là sỏi thận) làm nghẽn đường tiết niệu.

## Trong tự nhiên
Acid oxalic và các muối oxalat có mặt khá phổ biến trong nhiều loài thực vật, đáng chú ý là rau muối (Chenopodium album) và chua me đất (chi Oxalis). Rễ và/hoặc lá của đại hoàng (chi Rheum), kiều mạch (Fagopyrum esculentum) cũng được liệt kê như là có chứa nhiều acid oxalic.
Các loại thức ăn chứa một lượng đáng kể acid oxalic, theo trật tự giảm dần, bao gồm:khế (Averrhoa carambola), hồ tiêu (Piper nigrum), mùi tây (Petroselinum crispum), hạt các loại anh túc (các chi Meconopsis, Papaver, Romneya, Eschscholzia), thân cây đại hoàng (chi Rheum), rau dền (chi Amaranthus), rau bina (Spinacia oleracea), một số thứ và giống củ cải đường (Beta vulgaris), ca cao (Theobroma cacao), sôcôla, phần lớn các loại quả hạch hay quả mọng và các loài đậu, đỗ. Cảm giác có sạn ở miệng khi uống sữa chứa hương vị đại hoàng là do sự kết tủa của oxalat calci gây ra. Vì thế thậm chí cả một lượng rất loãng acid oxalic cũng có thể nhanh chóng "phá vỡ" cazein tìm thấy trong nhiều loại sản phẩm sữa.
Lá của chè (Camellia sinensis) cũng chứa một lượng lớn acid oxalic so với nhiều loài thực vật khác. Tuy nhiên, trong nước chè thì nồng độ của acid này tương đối nhỏ, do chỉ một lượng nhỏ chè được sử dụng khi pha nước.
Acid oxalic trong cơ thể có thể được tổng hợp thông qua quá trình trao đổi chất, hoặc là của acid glyoxylic hoặc là của lượng acid ascorbic dư thừa (vitamin C), và đây là một vấn đề đáng lo ngại cho sức khỏe nếu sử dụng dài hạn các liều lượng quá lớn vitamin C. 80% khối lượng của sỏi thận được hình thành từ oxalat calci.
Một số loài nấm sợi thuộc chi Aspergillus cũng sản sinh ra acid oxalic, nó phản ứng với calci trong máu hay trong mô để làm kết tủa oxalat calci. Có một số chứng cứ sơ bộ cho thấy việc sử dụng các chất bổ sung dinh dưỡng chứa men hay vi khuẩn có thể ảnh hưởng tới sự bài tiết acid oxalic (và có lẽ là cả nồng độ acid oxalic). acid oxalic cũng có thể có mặt trong cơ thể do việc sử dụng etylen glycol (chất chống đông trong ô tô), vì nó cũng được chuyển hóa thành acid oxalic.

## An toàn
Acid oxalic kích thích niêm mạc ruột khi tiêu thụ, và có thể gây tử vong khi ở liều lớn.LD50 của acid oxalic nguyên chất được dự đoán là khoảng 378mg/kg thể trọng, hay khoảng 22,68 g cho một người nặng 60 kg.

### Thức ăn chứa acid oxalic
Một vài nghiên cứu đang được thực hiện để tìm phương pháp làm giảm các muối oxalat trong thức ăn, chẳng hạn Biến thoái sinh học của acid oxalic trong rau bina bằng cách sử dụng rễ mầm của ngũ cốc của Betsche T, Fretzdorff B. trên website của NIH.

### Sử dụng để tẩy trắng
Tại Việt Nam, nhiều hộ kinh doanh đã sử dụng loại acid này để tẩy trắng các một số loại thực phẩm trong đó có bún, bánh canh, hủ tiếu.

## Sử dụng
- Acid oxalic được sử dụng trong một số sản phẩm hóa chất dùng trong gia đình, chẳng hạn một số chất tẩy rửa hay trong việc đánh gỉ sét.
- Dung dịch acid oxalic được dùng để phục chế đồ gỗ do nó đánh bay lớp mặt gỗ bị khô để lộ ra lớp gỗ còn mới phía dưới.
- Là một chất cẩn màu trong công nghệ nhuộm.
- Acid oxalic dạng bay hơi được một số người nuôi ong mật dùng làm thuốc trừ sâu để diệt trừ loài bét Varroa (Varroa destructor) sống ký sinh.

## Thử nghiệm kiểm tra
Chuẩn độ bằng kali pemanganat (thuốc tím) có thể phát hiện ra acid oxalic (do acid này là một chất khử yếu, và cần phải có một chất oxy hóa mạnh như thuốc tím để có thể phản ứng). Tuy nhiên, thử nghiệm này sẽ làm nhầm lẫn các ascorbat và acid oxalic, nên giống như phần lớn các thử nghiệm dựa trên cường độ khử thì dung dịch cần phải trải qua thử nghiệm thứ hai với các chất khử mạnh, chẳng hạn như iod.

## Tham chiếu
1. ↑  Practical Organic Chemistry của Julius B. Cohen, xuất bản 1930, điều chế số #42
2. ↑  “US Patent 1602802”. Bản gốc lưu trữ ngày 21 tháng 2 năm 2017. Truy cập ngày 9 tháng 10 năm 2006.
3. ↑  Gastrointestinal oxalic acid absorption in calcium-treated rats của Morozumi M, Hossain RZ, Yamakawa KI, Hokama S, Nishijima S, Oshiro Y, Uchida A, Sugaya K, Ogawa Y. trên website của NIH
4. ↑  Milk and calcium prevent gastrointestinal absorption and urinary excretion of oxalate in rats của Hossain RZ, Ogawa Y, Morozumi M, Hokama S, Sugaya K. trên website của NIH
5. ↑  Kidney stone disease của Coe FL, Evan A, Worcester E, trên website của NIH
6. ↑  Các khía cạnh của các chất oxalat liên kết với Aspergillus trong các mẫu xét nghiệm bệnh lý học của Pabuccuoglu U. trên website của NIH
7. ↑  Use of a probiotic to decrease enteric hyperoxaluria của Lieske JC, Goldfarb DS, De Simone C, Regnier C. trên website của NIH
8. ↑  “Vụ "làm trắng" bún, bánh canh bằng chất tẩy: Người dân lo lắng”. Thanh Niên Online. Truy cập 8 tháng 2 năm 2015.